# سينثيا كوه
سينثيا كوه (بالصينية: 许美珍؛ بالإنجليزية: Cynthia Koh) هي ممثلة سنغافورية، ولدت في 25 مارس 1974 في سنغافورة.

## وصلات خارجية
- سينثيا كوه على موقع IMDb (الإنجليزية)
- سينثيا كوه على موقع قاعدة بيانات الفيلم (الإنجليزية)